# USS Yorktown (CV-10)
El USS Yorktown (CV-10) fue un portaaviones de la clase Essex de la Armada de los Estados Unidos durante la Segunda Guerra Mundial. Inicialmente se iba a llamar Bon Homme Richard, pero tras el hundimiento del USS Yorktown (CV-5) en la batalla de Midway se decidió rebautizarlo como Yorktown. Actualmente se conserva como buque museo en Patriot's Point Charleston (Carolina del Sur).

## Historia

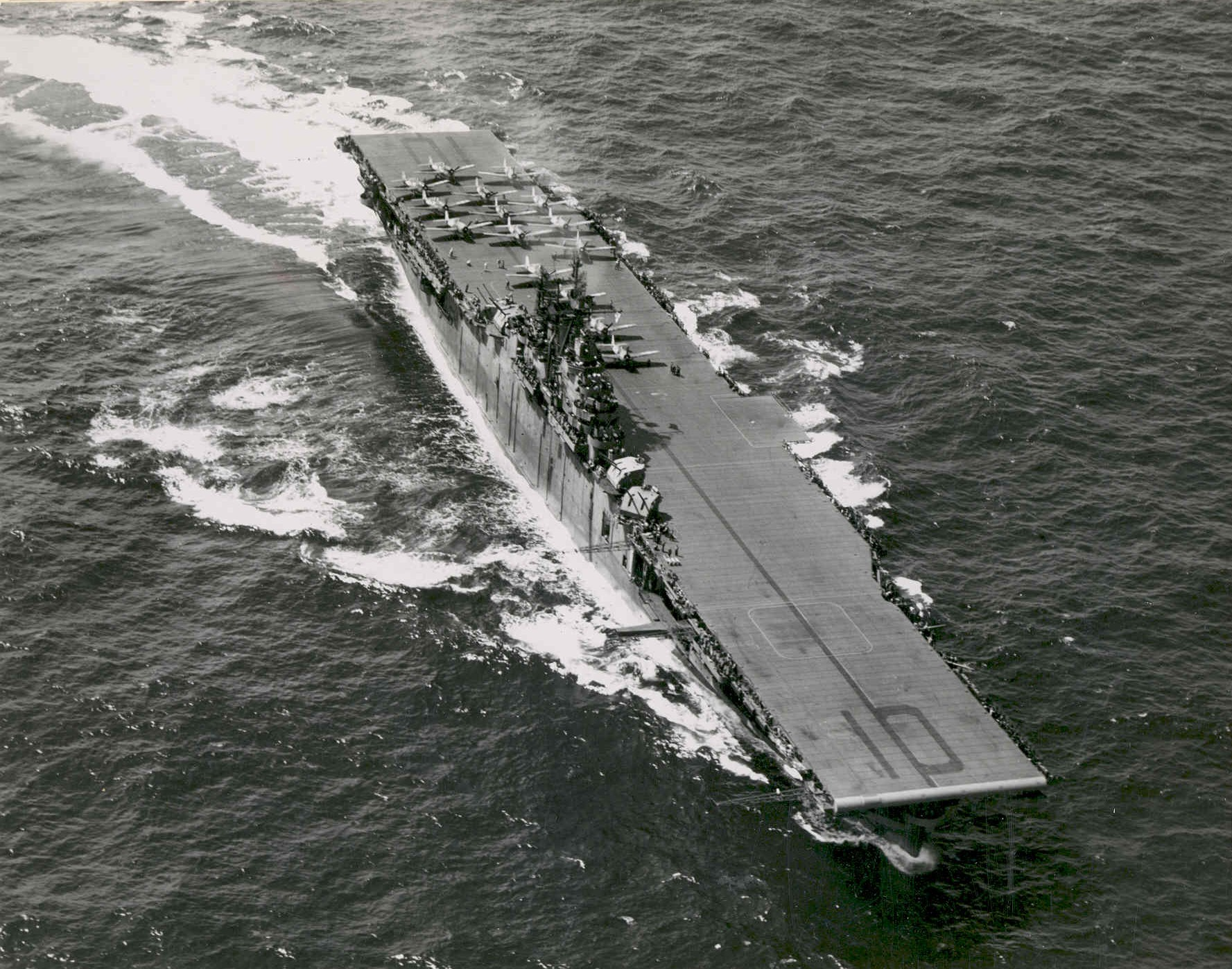
El buque en 1943.

Luchó en la Segunda Guerra Mundial desde el año 1943 hasta el final en 1945. Fue dado de baja tras la guerra y fue modernizado, primero como portaaviones de ataque (CVA) y más tarde como portaaviones antisubmarinos (CVS). Volvió al servicio activo en 1953, por lo que no llegó a participar en la guerra de Corea, pero estuvo sirviendo durante muchos años en el Pacífico, incluyendo la guerra de Vietnam.
En 1968 fue utilizado en la filmación de la película Tora! Tora! Tora! y a finales de ese mismo año participó en el programa Apolo, como barco de recuperación del Apolo 8.
Fue dado de baja en 1970 y en 1975 fue convertido en buque museo en Patriot's Point, Mount Pleasant, Carolina del sur.

## Galería

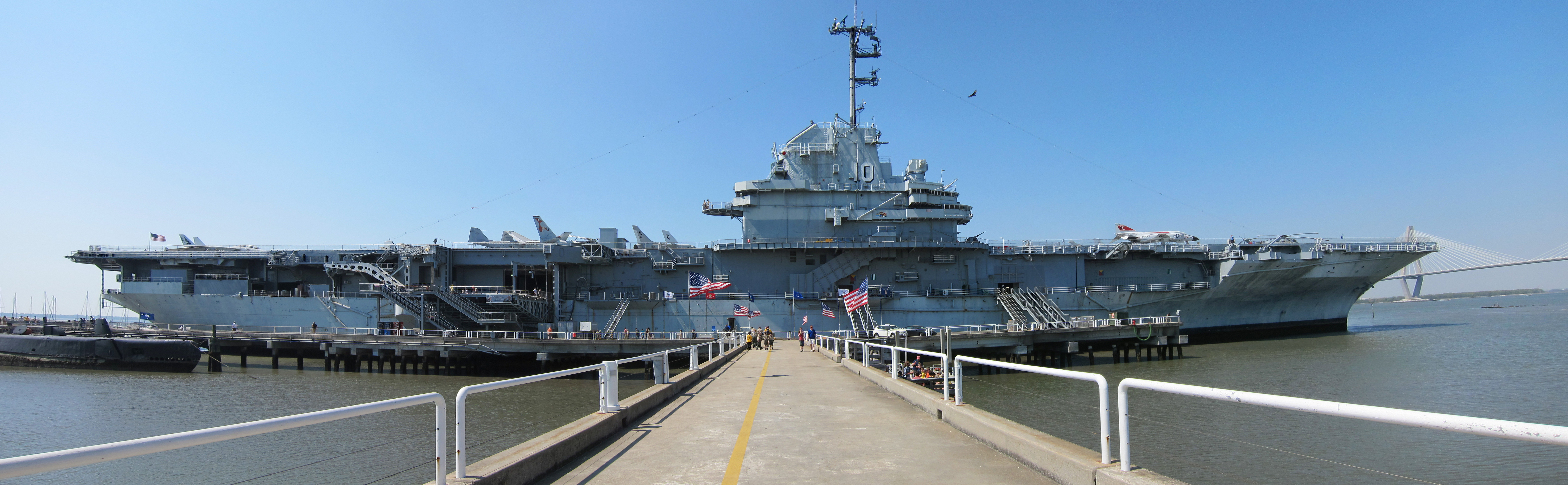
El USS Yorktown en el año 2012. Es el primer portaaviones reconvertido en buque museo.
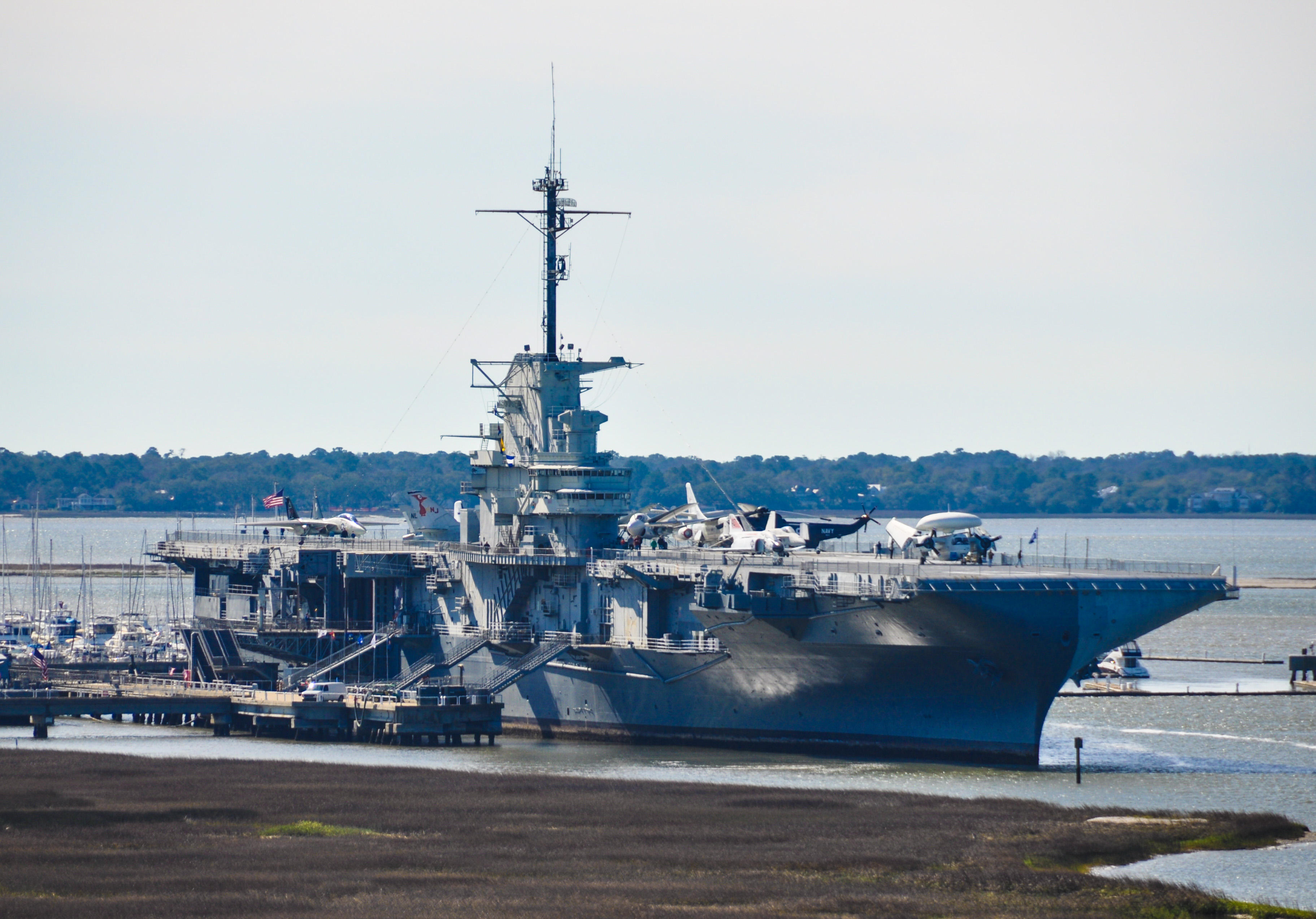
Vista de proa
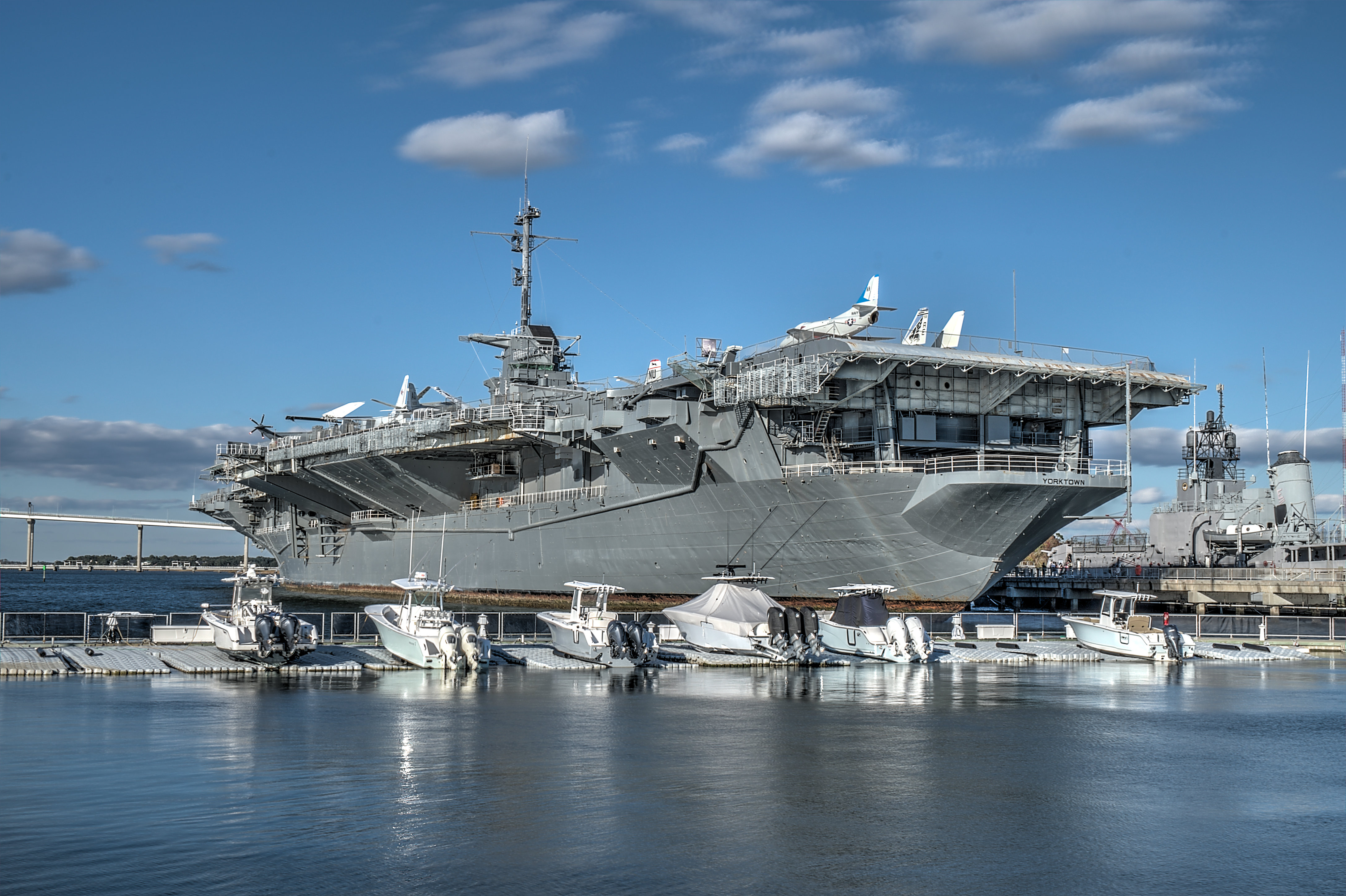
Vista de popa
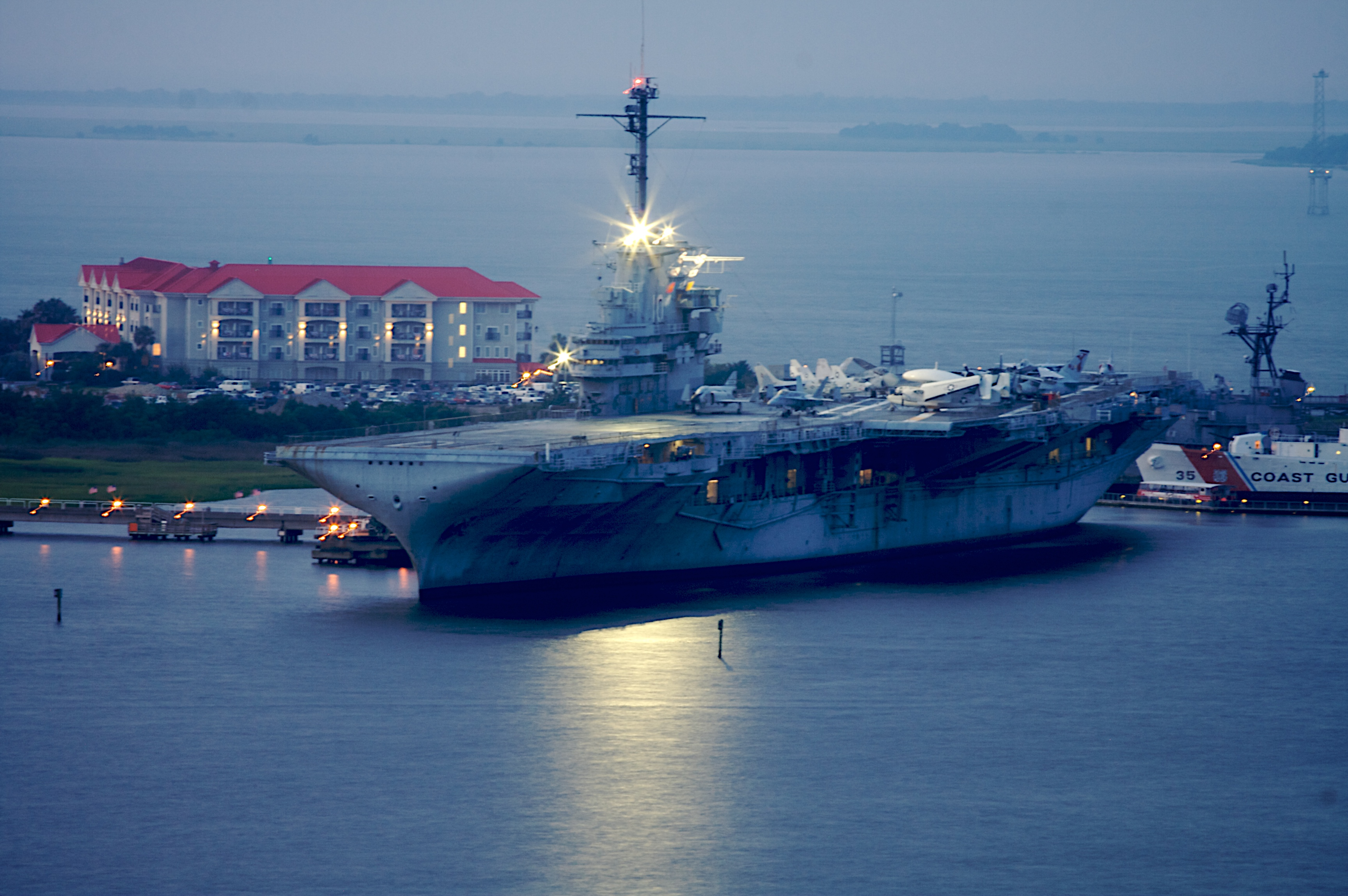
Vista aérea

### Buques de la clase
• USS Essex (CV-9)
• USS Intrepid (CV-11)
• USS Hornet (CV-12)
• USS Franklin (CV-13)
• USS Ticonderoga (CV-14)
• USS Randolph (CV-15)
• USS Lexington (CV-16)
• USS Bunker Hill (CV-17)
• USS Wasp (CV-18)
• USS Hancock (CV-19)
• USS Bennington (CV-20)
• USS Boxer (CV-21)
• USS Bon Homme Richard (CV-31)
• USS Leyte (CV-32)
• USS Kearsarge (CV-33)
• USS Oriskany (CV-34)
• USS Antietam (CV-36)
• USS Princeton (CV-37)
• USS Shangri-La (CV-38)
• USS Lake Champlain (CV-39)
• USS Tarawa (CV-40)
• USS Valley Forge (CV-45)
• USS Philippine Sea (CV-47)

### Listas relacionadas
• Portaaviones de Estados Unidos
• Portaaviones por país